# Города майя
Список городов майя представляет собой алфавитный перечень важнейших археологических памятников, связанных с доколумбовой цивилизацией майя. Перечень крупнейших месоамериканских памятников иных культур, включая соседей майя, приведен в отдельном списке.
Народы и культуры, относящиеся к цивилизации майя, существовали на протяжении более 2500 лет месоамериканской истории на юге Месоамерики, где сейчас существуют государства Гватемала и Белиз, а также на значительной части территории Гондураса и Сальвадора и в юго-восточных штатах Мексики от Теуантепекского перешейка до полуострова Юкатан. В этом регионе обнаружено более 400 крупных археологических памятников культуры майя (Riese, 2004) и свыше 4000 мелких (Witchey and Brown, 2005).

## Передача названий в русском языке
В популярной литературе встречаются различные варианты написания названий городов и археологических памятников майя. В научной литературе сложились определённые конвенции передачи названий:
- названия испанского происхождения передаются согласно правилам передачи испанских названий, при этом имеются некоторые отклонения от реального произношения (ll обычно передаётся как «ль», а не «й»; b и v почти всегда передаются как «б» и «в», и т. д.)
- передача названий местного происхождения (обычно из языков науатль или майя) в основном следует тем же правилам, что и передача испанских названий, с некоторыми особенностями:
  - h, в отличие от испанских слов, всегда передаётся как «х»
  - hui передаётся как «ви» или реже «уи»
  - l перед согласными или в конце слова — как «ль»
  - х — всегда «ш»
  - dz — «ц», а не «дз»
  - tz — «ц»
  - ya, yu, yo передаются как «йа», «йу», «йо», поскольку в ряде случаев y и последующий гласных в словах майяского происхождения относятся к различным морфемам. Исключения: майя (и производные названия), Юкатан (и производные названия).

## Важнейшие памятники
В шаблоне «города майя», а также в данном разделе перечислены важнейшие археологические памятники майя — наиболее крупные, или наиболее интересные с точки зрения находок:
- Бекан
- Бонампак
- Дос-Пилас
- Ишкун
- Яшчилан
- Йашха
- Кабах
- Калакмуль
- Каминальхуйу
- Караколь
- Кахаль-Печ
- Коба
- Комалькалько
- Копан
- Кохунлич
- Куэльо
- Лабна
- Ламанай
- Майяпан
- Наачтун
- Накбе
- Наранхо
- Ошкинток
- Паленке
- Пьедрас-Неграс
- Сан-Бартоло
- Сейбаль
- Тикаль
- Тулум
- Ушмаль
- Эль-Перу
- Цибильчальтун
- Чичен-Ица
- Чунчукмиль
- Эль-Бауль
- Эль-Мирадор

## Алфавитный перечень
Список городов приводится по латинскому алфавиту, поскольку написание некоторых названий по-русски ещё не устоялось.

### A
- Abaj Takalik — Абах-Такалик — см. Такалик-Абах
- Акансех
- Аканмуль
- en:Acte — Акте (майя)
- Актун-Туничиль-Мукналь
- Актункан
- en:Aguacate — Агуакате
- Aguas Calientes — Агуас-Кальентес
- Агуатека
- Аке
- en:La Amelia — Ла-Амелия
- en:El Amparo — Эль-Ампаро
- Almuchil — Альмучиль
- Altamira — Альтамира (майя)
- Altar de los Reyes — Алтар-де-лос-Рейес
- en:Altar de Sacrificios — Алтар-де-Сакрифисиос
- Алтун-Ха
- Anayte' — Анайте
- Anonal — Анональ
- en:Arroyo de Piedra — Арройо-де-Пьедра

### B
- en:Baking Pot — Бейкинг-Пот
- Баламку
- Балберта
- Бекан
- en:Blackman Eddy — Блэкман-Эдди
- Бехукаль
- Balakbal — Балакбаль
- Баламку
- Bellote — Бельоте, Бейоте
- Balamtun — Баламтун
- Болончен-де-Рехон
- Бонампак
- Эль-Бауль

### C
- Кахаль-Печ
- Калакмуль
- Кампече
- Канкуэн
- Cansacbe — Кансакбе
- Караколь
- Сенотильо
- Серрос
- de:Chac II — Чак II
- Чакчобен
- Чактун
- Чакмультун
- Chapayal — Чапайяль
- en:Chiapa de Corzo — Чиапа-де-Корсо
- Чиканна
- Чичен-Ица
- Chichmul — Чичмуль
- en:El Chicozapote — Эль-Чикосапоте
- Chinaha — Чинаха
- Chinikiha — Чиникиха
- Чинкультик
- en:Chocolá — Чокола
- El Chorro — Эль-Чорро
- Chuctiepa — Чуктиепа
- Чунчукмиль
- Чунхухуб
- Chunhuitz — Чунвиц
- de:Chunlimón — Чунлимон
- Сиваль
- Civiltuk — Сивильтук
- Коба
- Комалькалько
- Комитан-де-Домингес
- Consacbe — Консакбе
- Копан
- Ла-Корона
- Коросаль
- Косумель
- Куэльо

### D
- Дос-Пилас
- en:Dzehkabtun — Цехкабтун
- Dzekilna — Цекильна
- Цибанче
- Цибильчальтун
- Dzibilnocac — Цибильнокак
- Dzilam — Цилам
- Цитбальче
- Dzula — Цула

### E
- Эцна
- Эк-Балам
- en:Ekab — Экаб
- El Encanto — Эль-Энканто
- Colonia La Esperanza — Эсперанса

### F
- Finca Encanto — Финка-Энканто
- La Florida — Ла-Флорида
- Flores (Флорес — см. Тайясаль)

### G
- Guaquitepec — Гуакитепек
- en:Gumarcaj — Гумарках

### H
- Hacienda Hotzuc — Асьенда-Хоцук
- Halakal — Халакаль
- Halal — Халаль (майя)
- Haltunchon — Хальтунчон
- Los Higos — Лос-Игос
- de:Hochob — Хочоб
- Holactun — Холактун
- La Honradez — Ла-Онрадес
- Хольмуль — см. Накум
- Хольтун
- en:Hormiguero — Ормигеро
- Huacutal — Хуакуталь
- Huntichmul — Хунтичмуль

### I
- Ichmac — Ичмак
- en:Ichmul — Ичмуль
- Ichpaatun — Ичпаатун
- Моринхур — Икиль
- Itsimte-Sacluk — Ицимте-Саклук
- en:Itzan — Ицан
- Itzimte-Bolonchen (Ицимте-Болнчен — см. Болончен)
- Ixil — Ишиль
- Ишимче
- Ишкун
- en:Ixlu — Ишлу
- Ixtelha — Иштельха
- en:Ixtutz — Иштутц
- Исамаль
- Исапа

### J
- Хайна, de:Jaina
- Jimbal — Химбаль
- en:Jolja' — Хольха
- Хонута
- Хойя-де-Серен
- en:La Joyanca — Ла-Хоянка, Ла-Хойанка

### K
- Кабах
- Kalakmul — Калакмуль
- Каминальхуйу
- Kana — Кана
- Kanki — Канки
- Kantunil Kin — Кантуниль-Кин
- Kaxuinic — Кашуиник
- en:Kayal — Каяль, Кайяль
- en:Kinal — Киналь
- en:Kiuic — Киуик
- Кохунлич
- Комчен

### L
- Лабна
- en:Lacanha — Лаканха
- Laguna Perdida II — Лагуна-Пердида II
- en:Lagunita — Лагунита
- Ламанай
- Lashtunich — Лаштунич
- Лольтун
- López Mateos — Лопес-Матеос
- Louisville — Луисвиль (Белиз)
- Лубаантун

### M
- Мачакила
- Managua — Манагуа (майя)
- Мани
- en:La Mar — Ла-Мар
- Mario Ancona — Марио-Анкона
- Машкану
- Майяпан
- en:La Milpa — Ла-Мильпа
- en:Minanha — Минанха
- Эль-Мирадор
- Miraflores — Мирафлорес (майя)
- Мишко-Вьехо
- Монте-Альто
- La Montura — Ла-Монтура
- Mopila — Мопила
- Мораль-Реформа
- Мотуль-де-Сан-Хосе
- Mountain Cow — Маунтин-Кау
- de:Mul Chic — Муль-Чик
- Muluch Tsekal — Мулуч-Цекаль
- La Muñeca — Ла-Муньека
- Муйиль

### N
- Наачтун
- de:Nadz Caan — Нац-Каан
- Нах-Тунич
- Накбе
- Накум
- Наранхо
- La Naya — Ла-Найя
- Небах
- Ним-Ли-Пунит
- Нокучич
- Nohpat — Нохпат

### O
- Ojo de Agua — Охо-де-Агуа
- Okop — Окоп (майя)
- Ошкуцкаб
- Ошкинток
- en:Oxlahuntun — Ошлахунтун
- Oxpemul — Ошпемуль

### P
- El Pabellón — Эль-Пабельон,Эль-Пабейон
- Padre Piedra — Падре-Пьедра
- en:Pajaral — Пахараль
- Паленке
- El Palmar — Эль-Пальмар (Гватемала)
- Panhale — Панхале
- Pantaleón — Панталеон
- El Paraíso — Эль-Параисо
- La Pasadita — Ла-Пасадита
- Pasión del Cristo — Пасьон-дель-Кристо
- El Pato — Эль-Пато
- Pechal — Печаль (майя)
- Эль-Перу
- Pestac — Пестак
- Pie de Gallo — Пье-де-Гайо, Пье-де-Гальо
- Piedra Labrada — Пьедра-Лабрада
- Пьедрас-Неграс
- Эль-Пилар
- Pixoy — Пишой
- La Pochitoca — Ла-Почитока
- Polol — Пололь
- Помона
- Станн-Крик
- en:Pomona, Tabasco — Помона (Табаско)
- Pomuch — Помуч
- en:El Portón — Эль-Портон
- Эль-Порвенир-де-Веласко-Суарес
- en:Pusilha — Пусильха

### Q
- Quen Santo — Кен-Санто
- Киригуа

### R
- Resbalón — Ресбалон
- El Retiro — Эль-Ретиро
- Río Amarillo — Рио-Амарийо, Рио-Амарильо
- Río Azul — Рио-Асуль
- Рио-Бек
- Río Michol — Рио-Мичоль
- El Rosal — Эль-Росаль

### S
- Sabacche — Сабакче
- de:Sabana Piletas — Сабана-Пилетас
- Sacchana — Сакчана
- Sacnicte — Сакникте
- en:Sacul — Сакуль
- en:Salinas de los Nueve Cerros — Салинас-де-лос-Нуэве-Серрос
- Сан-Андрес
- Сан-Бартоло
- San Clemente — Сан-Клементе (майя)
- San Diego — Сан-Диего (майя)
- San Gervasio — Сан-Хервасио
- San Lorenzo — Сан-Лоренсо (Кампече)
- San Lorenzo — Сан-Лоренсо (Чиапас)
- en:San Mateo Ixtatán — Сан-Матео-Иштатан
- San Pedro — Сан-Педро (майя)
- en:Santa Elena Poco Uinic — Санта-Элена-Поко-Виник
- en:Santa Rita Corozal — Санта-Рита-Коросаль
- Санта-Роса-Штампак
- Santoton — Сантотон
- Сайиль
- Сейбаль
- Sihó — Сихо
- Silvituc — Сильвитук
- Симоховель
- Sisilha — Сисильха
- en:La Sufricaya — Ла-Суфрикайя

### T
- Tabi — Таби
- Такалик-Абах
- Тамариндито
- Танках
- Тайясаль
- Тасумаль
- Techoh — Течох
- Telantunich — Телантунич
- Teleman — Телеман (майя)
- en:El Temblor — Эль-Темблор
- en:Tenam Puente — Тенам-Пуэнте
- Tenam Rosario — Тенам-Росарио
- Тикаль
- Tila — Тила
- en:El Tintal — Эль-Тинталь
- en:Tohcok — Тохкок
- Tonalá — Тонала
- Тонина
- Топоште
- Тортугеро
- en:Tres Islas — Трес-Ислас
- Тулум
- Tunkuyi — Тункуйи
- Tzendales — Цендалес
- Tzibanche — Цибанче
- Tzocchen — Цокчен
- en:Tzum — Цум

### U
- Вашактун
- en:Uaymil — Ваймиль
- Уканаль
- Uci — Уси
- en:Ukum — Укум
- Uolantun — Волантун
- Utatlan (Утатлан, см. также Гумарках)
- en:Uxbenka — Ушбенка
- Ушмаль — Ушмаль
- Ушуль — Ушуль

### V
- Валериана

### W
- Эль-Перу
- Вашактун
- en:Witzna — Вицна

### X
- Xcalumkin — Шкалумкин
- en:Xcaret — Шкарет
- X'Castillo — Шкастильо
- Xcocha — Шкоча
- Xcochkax — Шкочкаш
- Xcoralche — Шкоральче
- Xcucsuc — Шкуксук
- en:Xculoc — Шкулок
- en:Xel-Há — Шель-Ха
- Xicalango — Шикаланго
- Xkalachchetzimin — Шкалаччецимин
- Шкипче
- en:Xlapak — Шлапак
- Xkichmook — Шкичмоок
- Xkombec — Шкомбек
- Xkukican — Шкукикан
- Xmakabatun — Шмакабатун
- en:Xnaheb — Шнахеб
- Xnucbec — Шнукбек
- Шпухиль
- Санта-Роса-Штампак
- Xtobo — Штобо
- Шуль
- en:Xultun — Шультун
- Шунантунич
- en:Xupa — Шупа
- Xutilha — Шутильха

### Y
- Yaaxhom — Йашхом
- Yakalmai — Йакальмай
- Yalcabakal — Йалькабакаль
- Yaltutu — Йальтулу
- Яшчилан
- en:Yaxcopoil — Йашкопоиль
- Йашха
- en:Yaxuna — Йашуна
- en:Yo'okop — Йоокоп
- en:Yula — Йула

### Z
- Сакпетен
- Сакулеу
- El Zapote — Эль-Сапоте
- en:Zapote Bobal — Сапоте-Бобаль
- Эль-Соц